# Crispus
Flavius Julius Crispus (cca 300 – 326) byl nejstarším synem římského císaře Konstantina I. Velikého a jeho spoluvládcem, caesarem od března 317 až do jeho popravy v roce 326. Jeho matkou byla Minervina. V letech 318 až 323 vládl ze svého sídla Augusta Treverorum v římské Galii. V roce 324 porazil námořnictvo Licinia v bitvě u Hellespontu, což s bitvou u Chrysopolis, kterou vyhrál Konstantin, přimělo Licinia a jeho syna rezignovat. Konstantin se tím stal jediným augustem v celé říši.
Crispusovým učitelem rétoriky byl antický historik raného křesťanství Lactantius. Když byl jmenován spolucísařem, byl také nazýván princeps iuventutis. Latinský rétor Nazarius složil panegyriku zachovanou v Panegyrici Latini, která ctila Crispova vojenská vítězství nad Franky v roce 319. Crispus byl třikrát římským konzulem, v letech 318, 321 a 324.
Podle latinských zdrojů Ammiana Marcellina a Aurelia Victora po soudním procesu, jehož skutečné okolnosti jsou záhadné, Konstantin I. Veliký roku 326 nechal Crispa, vlastního syna v Pule popravit. Řecký spisovatel Ioannes Zonaras napsal, že Constantina obvinila Crispa z incestu s ní. Po jeho smrti byl Crispus podroben damnatio memoriae.